# Xylophrurus kokujevi
Xylophrurus kokujevi är en stekelart som först beskrevs av Meyer 1924.  Xylophrurus kokujevi ingår i släktet Xylophrurus och familjen brokparasitsteklar. Inga underarter finns listade i Catalogue of Life.